# USS Clark (DD-361)
USS Clark (DD-361) là một tàu khu trục lớp Porter được Hải quân Hoa Kỳ chế tạo vào giữa những năm 1930. Nó là chiếc tàu chiến đầu tiên của Hải quân Hoa Kỳ được đặt cái tên này, và là chiếc duy nhất được đặt tên theo Chuẩn đô đốc Charles E. Clark (1843-1922) người tham gia cuộc Nội chiến Hoa Kỳ và Chiến tranh Tây Ban Nha-Hoa Kỳ. Clark đã phục vụ trong Chiến tranh Thế giới thứ hai cho đến khi xung đột kết thúc, được cho ngừng hoạt động năm 1945 và bị bán để tháo dỡ năm 1946.

## Thiết kế và chế tạo
Clark được đặt lườn vào ngày 2 tháng 1 năm 1934 tại xưởng tàu của hãng Bethlehem Shipbuilding Corporation ở Quincy, Massachusetts. Nó được hạ thủy vào ngày 15 tháng 10 năm 1935, được đỡ đầu bởi bà S. Robinson; và được cho nhập biên chế vào ngày 20 tháng 5 năm 1936 dưới quyền chỉ huy của Hạm trưởng, Trung tá Hải quân H. Thebaud.

## Lịch sử hoạt động
Sau khi được đưa vào hoạt động, Clark đã phục vụ tại vùng bờ biển Đại Tây Dương và vùng biển Caribe, trước khi được chuyển đến cảng nhà mới là Trân Châu Cảng vào ngày 1 tháng 4 năm 1940. Từ ngày 3 tháng 3 đến ngày 10 tháng 4 năm 1941, nó tham gia một chuyến đi đến Samoa, Australia và Fiji. Khi Chiến tranh Thế giới thứ hai nổ ra tại Thái Bình Dương do việc Nhật Bản tấn công Trân Châu Cảng vào ngày 7 tháng 12 năm 1941, Clark đang được đại tu tại San Diego, California. Nó rời vùng bờ Tây vào ngày 27 tháng 12, hộ tống hai đoàn tàu vận tải đi Trân Châu Cảng, rồi làm nhiệm vụ tuần tra chống tàu ngầm ngoài khơi Pago Pago, Samoa. Trong tháng 2 và tháng 3 năm 1942, nó tham gia một lực lượng đặc nhiệm tàu sân bay cho các cuộc không kích lên các vị trí của quân Nhật ở New Guinea.
Trong tháng 4 và tháng 5 năm 1942, Clark hộ tống bốn đoàn tàu vận tải đi lại giữa Trân Châu Cảng và San Francisco, California, tiếp tục đi đến Midway trong chuyến sau cùng. Nó quay trở về San Diego và Balboa, nơi nó gia nhập thành phần hộ tống cho một đoàn tàu hướng sang Wellington, New Zealand. Từ ngày 12 tháng 8 đến ngày 8 tháng 9, chiếc tàu khu trục khởi hành từ Nouméa, New Caledonia, hộ tống các tàu chở dầu tiếp nhiên liệu cho các lực lượng đặc nhiệm tàu sân bay, rồi quay trở về Auckland cho một tháng làm nhiệm vụ hộ tống vận tải giữa New Zealand và các căn cứ tại các hòn đảo Nam Thái Bình Dương. Sau một tháng hoạt động tuần tra và hộ tống tại chỗ ở Nouméa, nó lên đường vào ngày 11 tháng 12 năm 1942 để trình diện tại Balboa, hoạt động như là soái hạm của Tư lệnh Lực lượng Đông Nam Thái Bình Dương.
Cho đến ngày 10 tháng 8 năm 1944, Clark tuần tra ngoài khơi nhiều cảng Nam Mỹ, rồi lên đường quay về vùng bờ Đông để được đại tu. Từ ngày 4 tháng 9 năm 1944 đến ngày 11 tháng 4 năm 1945, nó hộ tống sáu đoàn tàu vượt Đại Tây Dương đến cáng cảng Anh và Pháp. Vào ngày 15 tháng 6 năm 1945, chiếc tàu khu trục đi đến Philadelphia, Pennsylvania, nơi nó được cho xuất biên chế vào ngày 23 tháng 10 năm 1945 và bị bán để tháo dỡ vào ngày 29 tháng 3 năm 1946.

## Phần thưởng
Clark được tặng thưởng hai Ngôi sao Chiến trận do thành tích phục vụ trong Chiến tranh Thế giới thứ hai.